# Finnische Jäger
Die Finnischen Jäger waren Freiwillige aus dem Großfürstentum Finnland, das bis 1917 zum Russischen Zarenreich gehörte, ohne Soldaten für die Kaiserlich Russische Armee stellen zu müssen. Sie wurden ab dem Februar 1915 im Deutschen Kaiserreich militärisch ausgebildet und nachfolgend im Königlich-Preußischen Jäger-Bataillons Nr. 27 an der Ostfront eingesetzt. Diese Jäger bildeten nach der Überführung in die finnische Heimat im Finnischen Bürgerkrieg Anfang 1918 den Stamm der finnischen Streitkräfte.

## Geschichte
Finnlands günstige strategische Lage im Ostseeraum gewann nach Beginn des Ersten Weltkrieges zunehmend an Bedeutung, insbesondere unter Berücksichtigung der deutsch-russischen Auseinandersetzung an der Ostfront.

### Aktivistische Bewegung
Am 27. Oktober 1914 gründete sich in Helsinki im Studentenhaus Ostrobotnia das „Provisorische Zentralkomitee der Aktivistischen Bewegung“. Die Gründung der „Aktivistischen Bewegung“ bildete den Anfang der finnischen Jägerbewegung. Das Provisorische Zentralkomitee der Aktivistischen Bewegung hatte folgende Ziele:
1. Gute Verbindungen mit Deutschland zu unterhalten und Nachrichten von Finnland in Deutschland zu verbreiten, um hierdurch das Interesse an der Sache Finnlands wachzuhalten.
2. Das deutsche Militär durch Beschaffung von Nachrichten über russische Truppenbewegungen, Befestigungen und Waffenlager zu unterstützen sowie Vorbereitungen für eine mögliche Landung in Finnland zu treffen.
3. Eine künftige gewaltsame Erhebung des finnischen Volkes vorzubereiten, durch Aufklärung der Bevölkerung und der Anschaffung von Waffen und Sprengstoff zur Bildung einer „Volksarmee“.

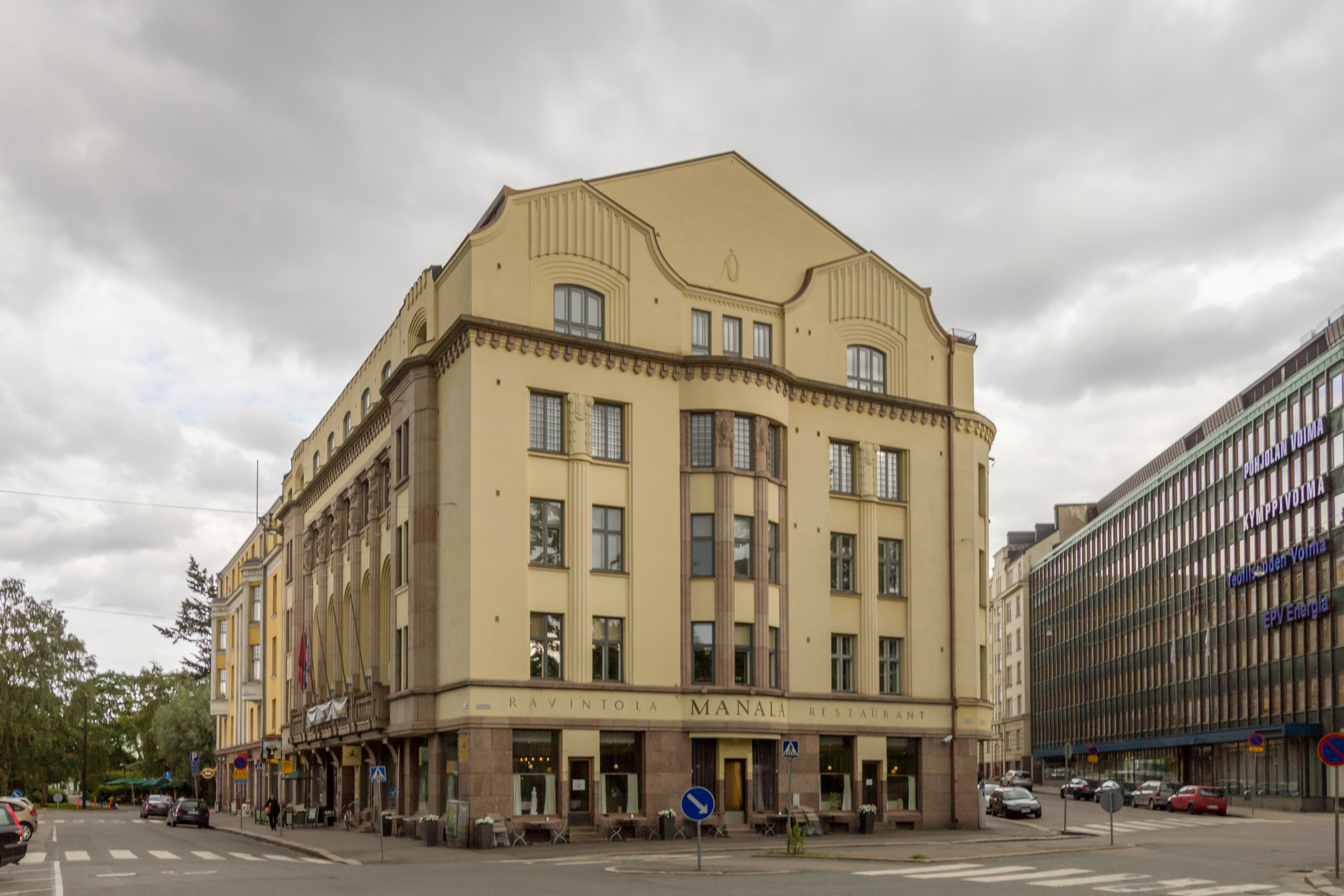
Ehemaliges Studentenhaus „Ostrobotnia“ in Helsinki

Die finnischen Aktivisten Bertel Paulig und Walter Horn reisten am 2. Dezember 1914 nach Stockholm, wo sie sich später mit dem deutschen Kontaktmann des Finnischen Komitees Herman Gummerus trafen. Bei diesem Treffen wurde dann erstmals die Entsendung von Freiwilligen zur militärischen Ausbildung nach Deutschland besprochen. Gummerus informierte daraufhin die zuständigen deutschen Stellen bzw. Entscheidungsträger, hierunter der deutsche Militärattaché in Stockholm Major Karl von Aweyden, über den Inhalt der Gespräche. Über die weitere Vorgehensweise gab es bei den deutschen Behörden recht unterschiedliche Ansichten. Der deutsche Admiralsstab befürwortete Sabotageaktionen, General Erich von Falkenhayn war hingegen an den Möglichkeiten der „Erregung eines Aufstandes“ interessiert. Das Auswärtige Amt stand der „Finnlandfrage“ eher skeptisch gegenüber, ein möglicher Separatfrieden mit Russland sollte nicht gefährdet werden. Falkenhayn setzte nachfolgend eine Besprechung an, zur Koordination des weiteren gemeinsamen Vorgehens. Bei folgender Besprechung am 26. Januar 1915 im deutschen Kriegsministerium, gelangte man zu der Erkenntnis, dass die Aufstellung eines größeren finnischen Hilfskorps nicht den aktuellen militärischen Erwägungen entsprach. Das Hilfskorps sollte bei einer Landung der Deutschen in Finnland hinter den feindlichen Linien operieren. Im Jahr 1915 sah man sich allerdings noch nicht in der Lage eine derartige Landungsoperation durchzuführen. Die von der finnischen Aktivistischen Bewegung angebotenen 200 Freiwilligen sollten trotzdem ihre militärische Ausbildung in Deutschland erhalten, auch um für eine später durchzuführende Landungsoperation vorbereitet zu sein.

### Pfadfinder-Feldmeister-Kurs
Unter strikter Geheimhaltung begann am 15. Februar 1915 der erste Ausbildungskurs mit 170 Teilnehmern, der zur Tarnung als „Pfadfinder-Feldmeister-Kurs“ bezeichnet wurde. Die Dauer des Lehrganges sollte vier Wochen betragen. Bei den zugeführten Freiwilligen handelte es sich um gut ausgebildete Finnen. Aus Geheimhaltungsgründen musste auch die Anreise verschleiert werden, so reisten 142 Freiwillige über Stockholm an. Die restlichen 28 Teilnehmer waren bereits vor Lehrgangsbeginn im Deutschen Reich gemeldet. Major Maximilian Bayer übernahm die Ausbildung der Freiwilligen im Lockstedter Lager in Schleswig-Holstein. Seine Stellung als Reichsfeldmeister des deutschen Pfadfinderbundes eignete sich ausgezeichnet, um diese verdeckte Ausbildungsmaßnahme zu führen. Anfangs waren auch die Ausbildungsregeln der deutschen Pfadfinder bindend, die dann aber notwendigerweise durch das preußische Militärreglement ersetzt wurden, obwohl sich auch die Ausbildungsinhalte der Pfadfinder wie Melde- und Signaldienst bewährten. Hauptauftrag war es, die jungen Finnen zu militärischen Führern auszubilden. Auch der Bezug zum voraussichtlichen Einsatzgebiet spielte eine entscheidende Rolle bei der Auswahl der Ausbildungsinhalte. Hierzu gehörten die Schießausbildung, die Gefechtsausbildung – im Bezug auf kleinere Abteilungen – und die Infanterieaufklärung.
Folgende Ausbildungsoffiziere wurden dem Pfadfinder-Feldmeister-Kurs zugeteilt:
- Pionierausbildung: Hauptmann Walter Just
- Gefechtsausbildung: Hauptmann Hans Bade
- Maschinengewehrausbildung: Oberleutnant Lemke
- Waffen- und Geräteausbildung: Feldwebel Steinmüller und Feldwebel Peper

Der Ausbildungskurs gliederte sich nunmehr in zwei Übungskompanien. Die Übungskompanien erreichten Ende April 1915 eine Mannschaftsstärke von jeweils 100 Mann.
Am 25. April 1915 wurde in einer Besprechung der Verantwortlichen die Erweiterung der zwei Übungskompanien erörtert, diese sollten nunmehr auf vier Infanteriekompanien, eine Pionierkompanie und eine Maschinengewehrkompanie erweitert werden. Ende Mai wurde dieser Vorschlag in Frage gestellt, am 16. Juni 1915 bei einer Besprechung jedoch wieder aufgegriffen.

#### Etappenlinie
Über die eingerichtete Etappenline Finnland–Stockholm–Gjedser–Warnemünde oder Trelleborg–Saßnitz wurden die Freiwilligen einzeln oder in Gruppen geleitet.
Zur Organisation der Etappe richtete man das „Berliner Büro“ in der Landgrafenstraße 20 ein, in dem Hauptmann Höckert und Adolf Fredrik Wetterhoff (1878–1922) ihrer Tätigkeit nachgingen. Das Büro war auch der erste Anlaufpunkt für die finnischen Freiwilligen in Deutschland. Ebenso wurde in Stockholm eine entsprechende Anlaufstelle eingerichtet, welche von Herman Gummerus geleitet wurde. Dort erhielten die Freiwilligen deutsche Pässe, die sie allerdings in Saßnitz wieder aushändigen mussten.
In der finnischen Küstenstadt Tornio befand sich hingegen ein geheimer Kommunikationsstützpunkt. Unter dem Deckmantel der Geschäftspost leitete die dort tätige „Frau Reuter“ wichtige Nachrichten des Stockholmer Büros an die Aktivisten in Helsinki weiter. Der Deckname der Aktion lautete „Costa Negra“. Im Rahmen der Aktion wurden zudem vermeintliche Geschäfte getätigt und „Geschäftsbeziehungen“ gepflegt.

### Ausbildungstruppe-Lockstedt

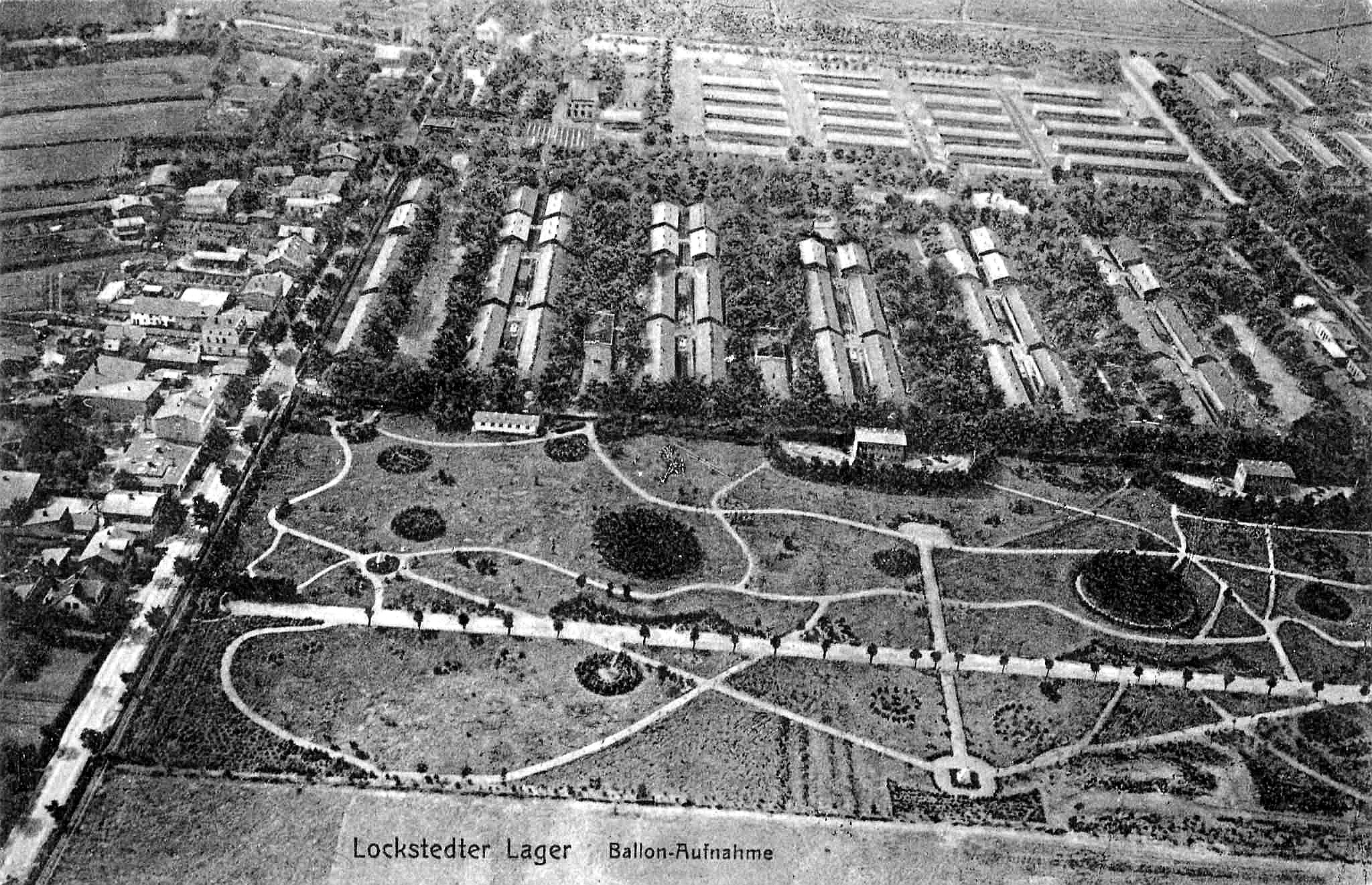
Lockstedter Lager

Kriegsminister Adolf Wild von Hohenborn erteilte schließlich am 28. August 1915 den Befehl zur Aufstellung der immobilen „Ausbildungstruppe Lockstedt“. Die Truppenstärke sollte nunmehr auf 1200 Mann erhöht werden. Zum Leiter des Ausbildungskurses wurde wiederum Major Maximilian Bayer bestimmt. In der Folge wurden die jungen Finnen weiterhin auftragsorientiert militärisch ausgebildet. Auf Grundlage des Befehls vom 28. August bildete Major Bayer zwei Jägerkompanien, eine Maschinengewehrkompanie und eine Pionierkompanie. Die Kompanien wurden später von einem deutschen und einem finnischen Kompanieführer befehligt.
Die Geheimhaltung der Ausbildungsmaßnahme wurde beibehalten, insbesondere die Erwähnung der Formation in der Presse sollte unbedingt vermieden werden.
Im Zuge der Neuformierung wurden auch neue Dienstgrade eingeführt, diese Änderung bezog sich jedoch nur auf die finnischen Freiwilligen und deren Organisationsstruktur. Die deutschen Dienstgradbezeichnungen Gefreiter, Unteroffizier, Leutnant, Hauptmann und Major fanden im „Hilfsgruppenführer“, „Gruppenführer“, „Zugführer“, „Oberzugführer“ und „Hauptzugführer“ ihr gleichrangiges Gegenüber. Eine Unterstellung deutscher Mannschaften unter finnische Dienstgrade war grundsätzlich ausgeschlossen worden. Die nun gebildete Ausbildungstruppe-Lockstedt wurde dem Generalkommando des IX. Armee-Korps unterstellt.
Die Freiwilligen – jetzt als „Jäger“ bezeichnet – wurden in zwei Klassen eingeteilt.
- „Klasse A“: In diese Klasse wurden alle Freiwilligen eingeteilt, die vor dem 15. Juli 1915 in den Lehrgang eingetreten waren und bereits eine Ausbildung von sechs Wochen hinter sich hatten. Diese Teilnehmer konnten unmittelbar zum Zugführer, Gruppenführer und Hilfsgruppenführer befördert werden. So konnten zeitnah drei Feldmeister zu Zugführern, 15 Feldmeister zu Gruppenführern und 15 Feldmeister zu Hilfsgruppenführern befördert werden.
- „Klasse B“: In diese Klasse wurden alle Freiwilligen eingeteilt, die später hinzukamen.

Am 13. März 1916 erfolgte die Aufstellung einer leichten Feldhaubitzenbatterie. Zum 17. März erreichte die Ausbildungstruppe Lockstedt schließlich ihre Sollstärke von 1502 Mann.

#### Etappennetz
Im Zuge der Vermehrung der Ausbildungstruppe Lockstedt musste auch das Etappennetz ausgebaut werden. In Finnland wurden daher weitere Stationen und Stützpunkte aufgebaut, unter Beachtung der gebotenen Geheimhaltung. Über die neuen finnischen Etappenlinien wurden die Freiwilligen nach Schweden geleitet, von dort aus konnten sie dann ihre Reise ins Deutsche Reich antreten. Die Freiwilligen wurden entweder einzeln oder in kleinen Gruppen über die finnisch-schwedische Grenze oder in die Küstenorte am Bottnischen Busen geschleust. Das Etappennetz wurde auch dazu genutzt, um „Kuriere“ und „Werber“ nach Finnland zu schleusen. Sie befassten sich unter anderem mit der Ausspähung von Bewegungen russischer Grenztruppen und Gendarmen. Die Informationen wurden gesammelt und entsprechend nachrichtendienstlich ausgewertet. In Stockholm wurde zudem das Etappenbüro im Haus Karlavägen 14 betrieben, wo seit Oktober 1915 der als „Ingenieur“ getarnte Hauptmann Karl Heldt seinen Dienst versah. Die von Karl Heldt organisierte „Anwerbung“, für eine südschwedische Eisenerzgrube, ermöglichte die unverdächtige Ausreise von Finnland nach Schweden. Die Werbung von Freiwilligen musste allerdings im April 1916 vorläufig eingestellt werden, da ein Großteil der finnischen Vertrauensleute verhaftet wurde oder diese nach Schweden flüchten mussten.
Im August 1916 wurden zwei Sonderkommandos entsandt. Sie hatten den Auftrag zwei neue Etappenlinien aufzubauen. Über die neuen Verbindungswege sollte die verstärkte Rekrutenwerbung realisiert werden, welche für die Errichtung eines zweiten Jägerbataillons notwendig gewesen wäre. Die Tätigkeiten der Kommandos wurden aber durch die massive Präsenz russischer Grenzwachen und Polizeikommandos des Gouverneurs von Oulu stark eingeschränkt. Während die östlich gelegene Etappenlinie ihren Zweck erfüllte, kam der Aufbau der westlichen Etappenlinie nicht zustande. Die Planungen für ein zweites Bataillon mussten daher bald verworfen werden.
Im Dezember 1916 versuchte man erneut eine Etappenlinie aufzubauen. Hierzu hatte man acht Jäger unter Führung von Zugführer Weckström nach Finnland entsandt, wo sie sich aufgrund der winterlichen Wetterbedingungen vorerst in einer Hütte bei Hyrynsalmi verstecken mussten. Sie wurden jedoch von im Gebiet anwesenden Waldarbeitern verraten. Im Zuge der Verfolgung kamen russische Soldaten und Polizisten aus Oulu zum Einsatz. Die Verfolgung endete in einem Scharmützel, bei dem es Tote und Verletzte gab. Zugführer Weckström geriet in Gefangenschaft. Er konnte jedoch später aus dem Gefängnis fliehen.

### Königlich-Preußisches Jäger-Bataillon Nr. 27

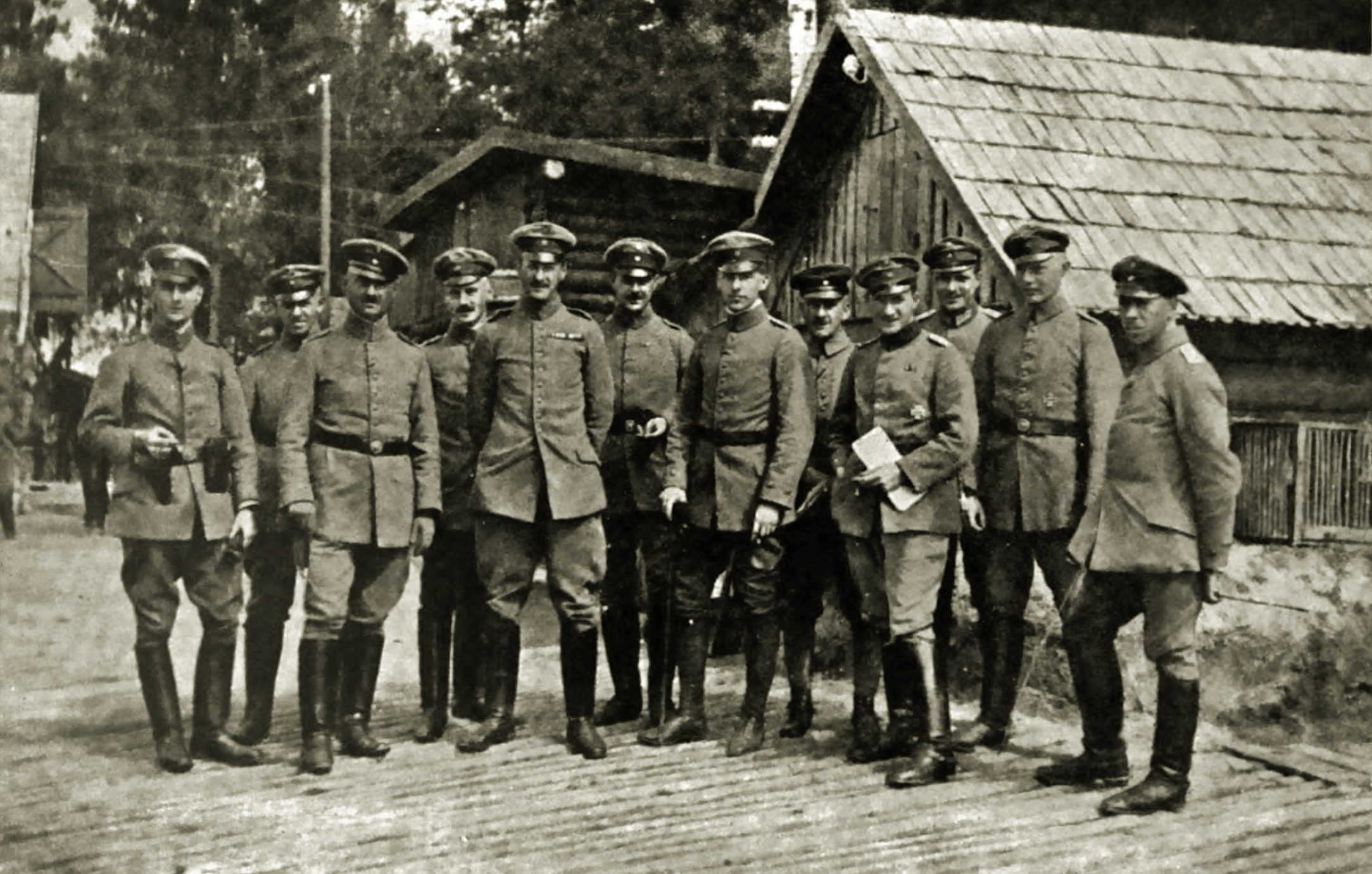
Offizierskorps des „Jäger-Bataillons Nr. 27“ in Libau

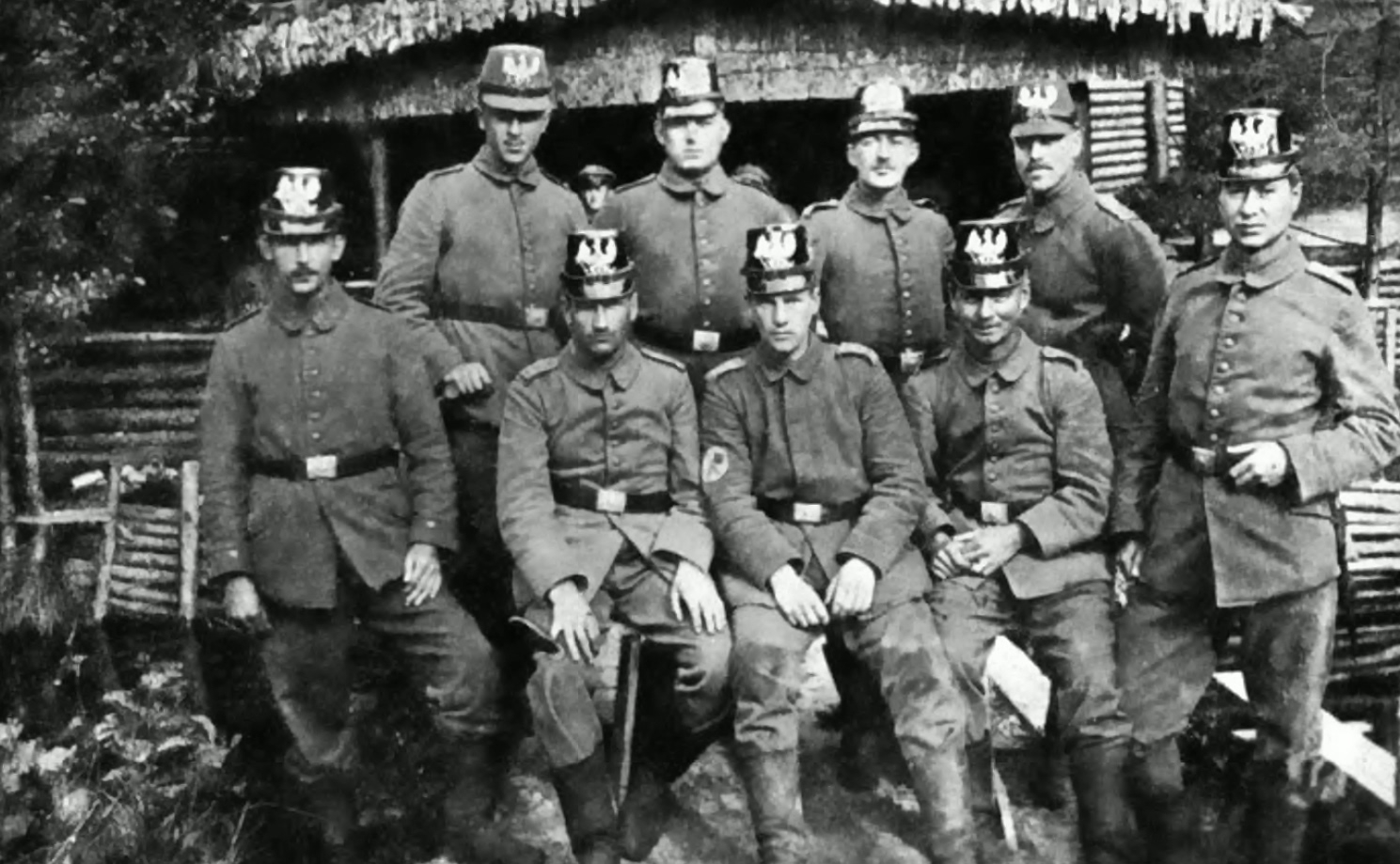
Jäger des Bataillons an der Ostfront

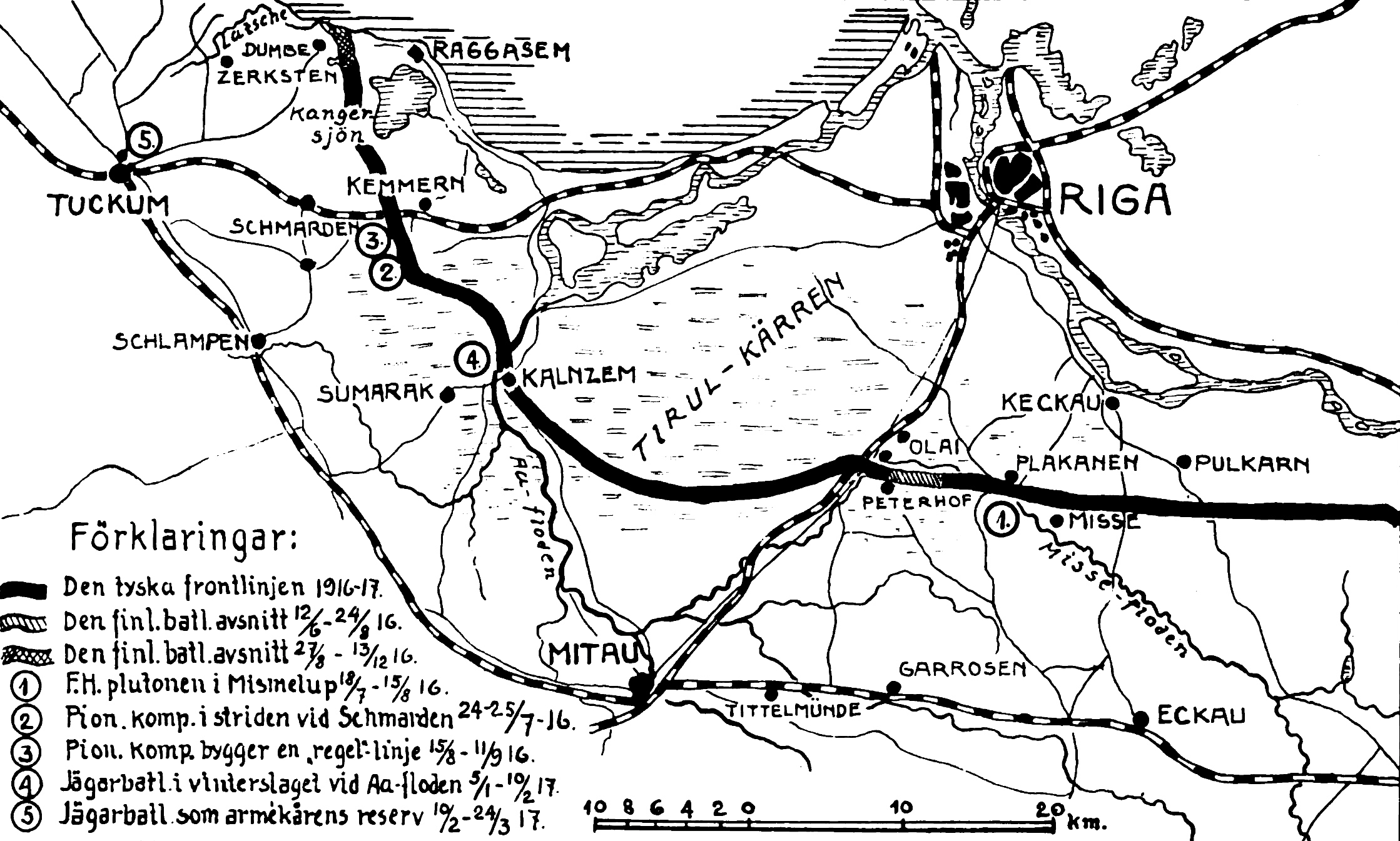
Einsatzabschnitte 1916 und 1917

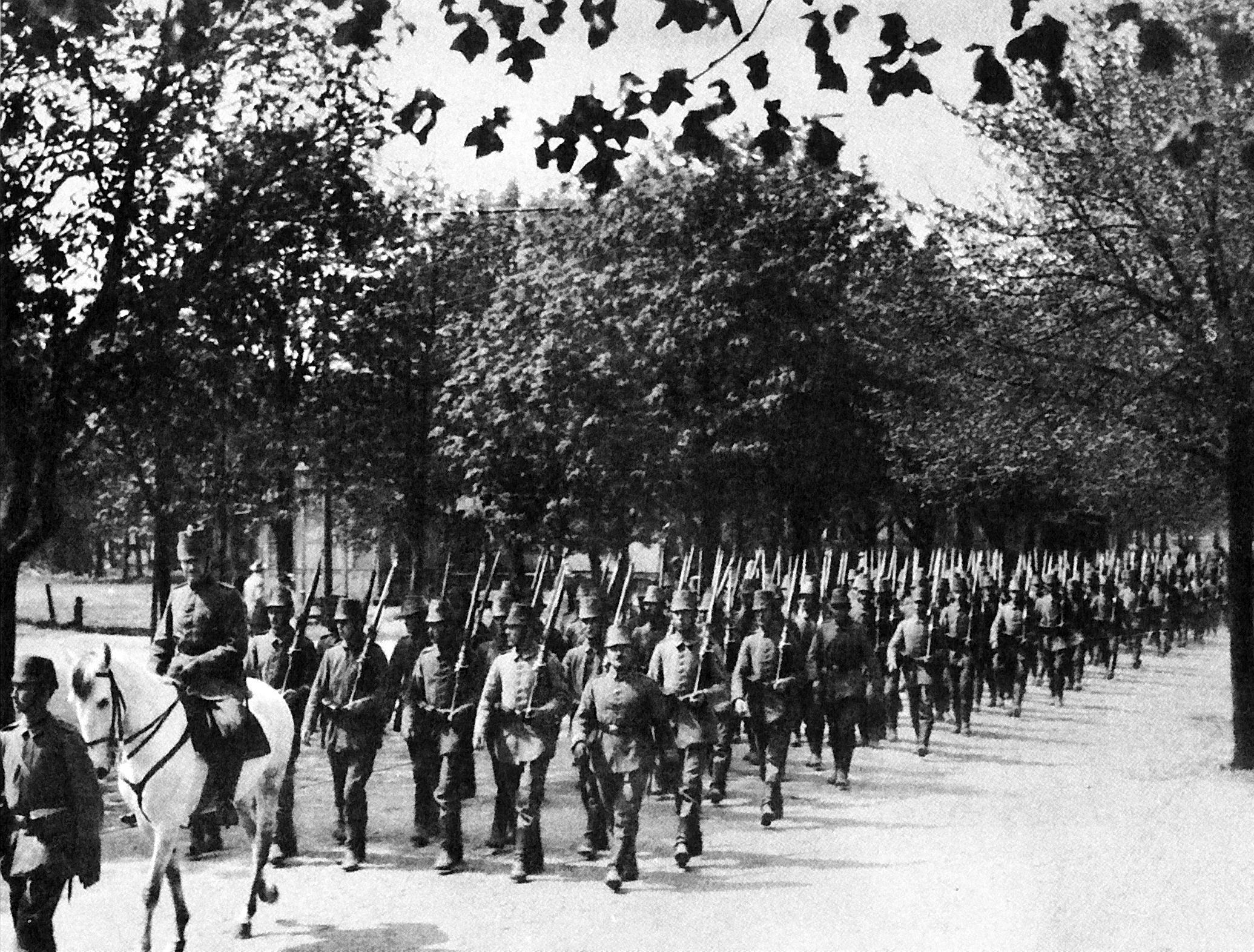
Die finnischen Jäger in Libau auf der Kurhaus Straße, zu Pferde Leutnant Basse

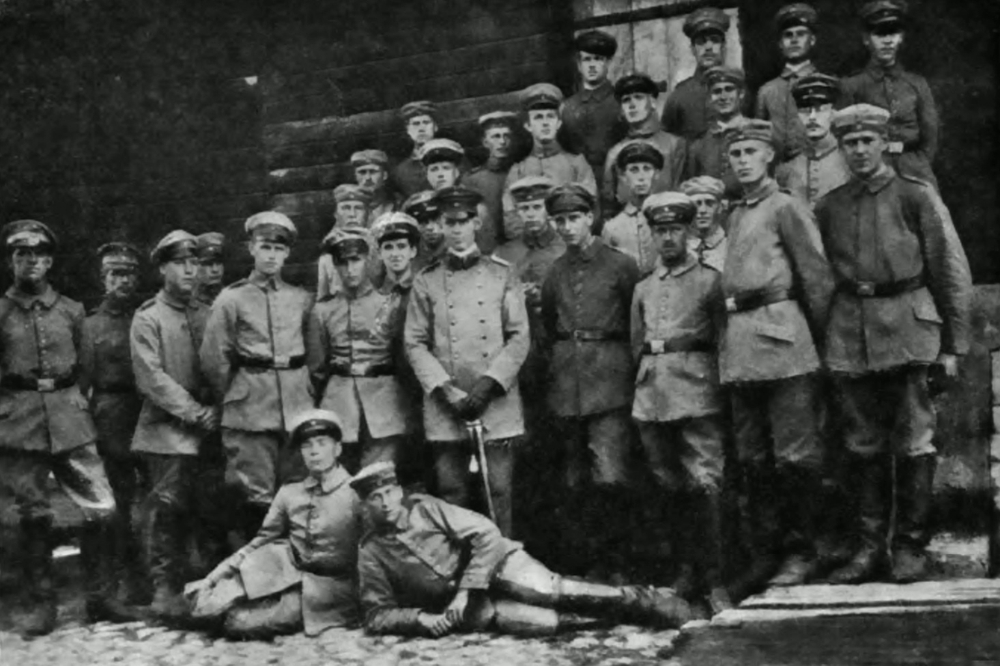
Die Reitabteilung des Bataillons

Im April 1916 erging der Befehl das finnische Bataillon mobil zu machen; er wurde ab dem 2. Mai durchgeführt. Mit dem 22. Mai war das Bataillon kriegsverwendungsfähig. Am 30. Mai wurde das Bataillon in „Königlich-Preußisches Jäger-Bataillon Nr. 27“ umbenannt. Das Bataillon wurde der verstärkten 3. Kavallerie-Brigade unterstellt und gehörte damit zur Gruppe Mitau. Der Verband wurde an die Ostfront verlegt, wo er am 3. Juni in Libau erreichte.
Die Ausbildungstruppe Lockstedt diente ab diesem Zeitpunkt als Ersatzabteilung und war für die Ausbildung und Bereitstellung des Ersatzes verantwortlich. Das zugehörige Büro der „Etappe Stockholm“ wurde weiter von Major Bayer geleitet.
Ab Juni 1916 wurden die finnischen Jäger zunächst unter Major Bayer in Kurland im Stellungskrieg an der Misse bei Mitau eingesetzt, westlich der Bahnstrecke Mitau–Riga.
Im Zuge der Desertation zweier Finnen am 25. Juni 1916 wurde den russischen Verbänden schließlich bekannt, dass ihnen ein Bataillon mit finnischen Freiwilligen gegenüberlag. Die russische Artillerie schoss sich nachfolgend auf die Stellungen des Bataillons ein. Der stundenlange Beschuss führte zu einigen Verlusten.
Den ersten Kampfeinsatz hatten Teile des Bataillons am 25. Juli zu bestehen. Der am 16. Juli begonnene Angriff auf die Linien der 6. Reserve-Division, welche bei Eckau–Libau in Stellung lag, machte auch die Zuführung weiterer Kräfte notwendig. So wurde die Pionierkompanie des Bataillons zum Einsatz bestimmt und nachfolgend dem Jäger-Bataillon Graf Yorck von Wartenburg (Ostpreußisches) Nr. 1 zugeteilt, das bei Schmarden in Stellung lag. Ihr Auftrag war die Einnahme und Zerstörung vorgeschobener russischer Stellungen. Während die ersten russischen Stellungen im nächtlichen Angriff überrannt wurden, verstärkte sich nachfolgend die Abwehr der Russen. In diesem Kampfgeschehen bewährten sich die finnischen Freiwilligen der Pionierkompanie. Auch der leichte Feldhaubitzenzug – mit seinen 10,5-cm-Haubitzen – war an den vorhergehenden Gefechten bei Eckau-Keckau beteiligt und bewährte sich. Diese Gliederung spiegelte die der deutschen Sturmbataillone wider, bei denen eine direkte Feuerunterstützung durch schwere Infanteriewaffen beim Sturmangriff erfolgte.
Mit dem 31. Juli 1916 erreichte das Bataillon eine Stärke von 1495 Mann.
Am 14. August erhielt die Pionierkompanie den Befehl, nach Tukums zu verlegen. Die Kompanie sollte nachfolgend im Verband der 29. gemischten Landwehr-Brigade eine Stellung an einem taktisch wichtigen Frontabschnitt ausbauen.
Das restliche Jäger-Bataillon Nr. 27 wurde am 25. August vorläufig aus der Front herausgelöst und ebenfalls nach Tukums verbracht.
Im September erhielt das Jägerbataillon dann erneut einen Frontabschnitt zugewiesen, am Rigaischen Meerbusen, dem nördlichsten Teil der Ostfront. Beim kleinen Ort Kneis angelangt, löste das Bataillon die Jäger des Ostpreußischen Reserve-Jäger-Bataillons Nr. 1 aus ihren Stellungen heraus.
Am 16. September bekam Major Bayer von der 29. gemischten Landwehr-Brigade den Befehl zwei Kompanien bereitzustellen, um einen Frontbegradigungsangriff durchzuführen. Die 4. Jägerkompanie und die Pionierkompanie sollten den Angriff ausführen. Der Befehl wurde jedoch am selben Abend zurückgenommen.
Außer den gelegentlichen russischen Feuerüberfällen waren vorerst keine größeren Aktivitäten feindlicher Verbände im zugewiesenen Abschnitt zu verzeichnen. Am frühen Morgen des 25. Dezembers 1916 kam es dann zum russischen Angriff, bei dem zwei sibirische Regimenter versuchten, in die Stellungen des Bataillons einzudringen. Die vorgeschobenen Maschinengewehrstellungen konnten den Angriff letztlich abwehren.
In ihrem Frontabschnitt verblieben die Jäger bis Anfang Januar 1917. Am 5. Januar folgte schließlich der Transport – unter Befehl von Hauptmann Knaths – nach Tukums. Die gut ausgebauten Stellungen der Jäger übernahm das Infanterie-Regiment Nr. 332. Vom 8. bis 17. Januar 1917 wurden die Jäger mit Sicherungsaufgaben in vorderster Linie betraut, in einem Abschnitt bei Kalnzem. Nach Einsatzende wurde das Bataillon wieder nach Mitau befohlen.
In Mitau wurden aus den vier Jägerkompanien und der Pionierkompanie vier Schneeschuhkompanien formiert. Eine dringend notwendige Umstellung, die der winterlichen Witterung geschuldet war. Zunächst standen jedoch nur fünfhundert Schneeschuhe zur Verfügung, daher konnten nur die geeignetsten Jäger mit ihnen ausgerüstet werden. Die Maschinengewehrkompanie, die sich auch auf die winterliche Verhältnisse einstellen musste, montierte ihre Maschinengewehre auf kleine Holzschlitten.
Als die Kompanien am 24. Januar 1917 bei winterlichen Temperaturen nach Purmal am Kurländischen Aa marschieren sollten, verweigerten 80 Jäger diesen Befehl. Sie wurden festgenommen und der Jäger Saarikoski nach erneuter Befehlsverweigerung von Oberzugführer Ståhlberg erschossen.
Am 27. Januar verlegten die Schneeschuhkompanien in einen neu zugewiesenen Frontabschnitt. Dort mussten sie zeitweilig schweren russischen Angriffen standhalten und waren andauerndem Artilleriefeuer ausgesetzt.
Das Bataillon wurde in den folgenden zwei Monaten vorwiegend im Stellungskrieg eingesetzt, in Frontabschnitten mit wenigen gegnerischen Aktivitäten. Die Zuweisung verhältnismäßig ruhiger Frontabschnitte hatte auch den Zweck, den Mannschaftsbestand und damit einen späteren Einsatz in Finnland nicht zu gefährden. Grundlage hierfür war ein Beschluss, der im Rahmen einer Besprechung am 18. Dezember 1916 in Berlin gefasst wurde. An dieser Besprechung nahmen Vertreter des Auswärtigen Amtes, des Generalstabes, des Kriegsministeriums und des Reichsmarineamtes teil. Im Gespräch stellte das Auswärtige Amt nochmals klar, dass es die finnische Freiheitsbewegung weiter unterstützen würde. Die Schlussfolgerung der deutschen Heeresleitung war, dass die finnischen Freiwilligen nicht weiter an aktiven Kampfhandlungen des deutschen Heeres an der Ostfront teilnehmen sollten, hiervon ausgenommen waren militärische Operationen die finnischen Interessen dienten.
Am 25. März 1917 wurde das Bataillon schließlich von der Front abgezogen und nach Libau verlegt. Nachfolgend bezogen die Jäger ihre Quartiere in der Bayern- und Hansakaserne. Die Zeit in Libau diente wiederum der intensiven Ausbildung.
Während des vorhergehenden Fronteinsatzes gab es mehrfach Probleme mit der Disziplin. Ausgelöst wurden diese durch allgemeine Unzufriedenheit, Überbelastung und durch Fehler bei der Führung der Untergebenen. Auch die deutsche Kommandosprache und die daraus resultierenden Verständigungsprobleme führten immer wieder zu Missverständnissen. Das Bataillon hatte auch seine eigene Strafabteilung, welche als „Kommando der Arbeitssoldaten“ bezeichnet wurde und in Hamburg stationiert war.
Im Juli 1917 wurden ausgewählte Gruppenführer einer gesonderten Unterrichtung zugeführt, mit dem Inhalt Aufgaben aus dem Kleinkrieg und Bandenkrieg auf finnischen Boden. Alle Jäger wurden jetzt im Artilleriedienst, Nachrichtendienst, Reiten und Pionierdienst ausgebildet. Zugführer und Gruppenführer erhielten zudem eine Ausbildung im Generalstabsdienst. Begründet war die Intensivierung der Ausbildungsmaßnahmen in einer gesteigerten Wahrscheinlichkeit des Einsatzes auf finnischem Boden. Damit war die Einsatzfrage vom Grundsatz her geklärt. Im Zuge der vorgenannten Ausbildungsmaßnahmen wurde im September eine Reitabteilung aufgestellt, welche nachfolgend der 1. Jäger-Kompanie zugeteilt wurde.
Einträge im Kriegstagebuch des Bataillons geben anschaulich wieder, welches Übungspensum die Finnen bewältigen mussten. Beispielhaft hierfür der Oktober 1917:
- 04. Oktober – Aufstellung einer Nachrichtenabteilung um die Ausbildung im Funken, Blinken, Telefonieren und Telegrafieren zu intensivieren.
- 08. Oktober – Beginn Maschinengewehr-Kurs
- 09. Oktober – Bataillonsübung
- 12. Oktober – fünftägige Bataillonsübung
- 17. Oktober – Belehrungsreise der deutschen Offiziere und der finnischen Oberzugführer nach Mitau.
- 25. Oktober – Bataillonsübung nordöstlich Libau
- 29. Oktober – Ausbildung am Blinkgerät bei der Fernsprechabteilung 502.

Die Ausbildung von Stoßtrupps gehörte ebenfalls zum umfangreichen Ausbildungsprogramm. Einige Jäger wurden zu spezialisierten Kursen abkommandiert, in denen sie den Umgang mit Motorrad und Motorboot erlernten. Major Otto, der Kommandeur der Kompanieführerschule Libau, übernahm persönlich die Ausbildung der zukünftigen finnischen Kompanie- und Bataillonsführer.
Nach der finnischen Unabhängigkeitserklärung vom 6. Dezember 1917 und der Anforderung des Bataillons vom 19. Januar 1918 durch die bürgerliche Regierung unter Pehr Evind Svinhufvud wurde das verstärkte Jägerbataillon auf eine unmittelbar bevorstehende Entsendung vorbereitet. Die Anforderung stand auch im direkten Zusammenhang mit den Planungen und Vorbereitungen des deutschen Generalstabes im Bezug auf die bevorstehende Finnlandintervention.
Am 10. Februar 1918 inspizierte der finnische Oberstleutnant Wilhelm Alexander Thesleff – als offizieller finnischer Vertreter – das Bataillon in Libau. Er beförderte am Folgetag 403 Jäger zu Offizieren und 720 Jäger zu Unteroffizieren des finnischen Militärs. Theslaff übernahm nach Ankunft in Finnland kurzzeitig die Führung des Bataillonsverbandes.
Das Königlich-Preußische Jäger-Bataillon Nr. 27 und die Ausbildungstruppe Lockstedt wurden schließlich am 13. Februar 1918 formal aufgelöst. Am selben Tag leisteten dann die Jäger in der Libauer Dreifaltigkeitskirche ihren Fahneneid auf die finnische Regierung. Befehlsgemäß mussten die in Libau befindlichen Jäger ihre deutschen Uniformen ablegen und ihre Reise nach Finnland in Zivilkleidung antreten.
Ein von Harald Öhquist geführtes Vorauskommando von 80 Jägern war bereits mit einer umfangreichen Lieferung an Ausrüstung und Waffen nach Vaasa entsandt worden. Am Nachmittag des 14. Februar verließ auch der Rest des Bataillonsverbandes, an Bord der Schiffe Arcturus und Castor, den Hafen von Libau in Richtung Vaasa. Einige Tage später, am 25. Februar 1918, gingen Hauptmann Ausfeld und der Bataillonsverband im Hafen der Stadt Vaasa an Land und hielten am Folgetag in Anwesenheit von Generalleutnant Carl Gustaf Emil Mannerheim eine Parade ab. Hauptmann Ausfeld und sechs weitere Offiziere wurden nachfolgend in finnische Dienste übernommen.
Mit der vollzogenen Überstellung der Freiwilligen nach Finnland endete die dreijährige Ausbildungs- und Einsatzzeit unter deutscher Führung. Im Lockstedter Lager wurden insgesamt 1897 Finnen ausgebildet.

#### Verlustzahlen 1916–18
- Tote: 26 Jäger (15 an Krankheit verstorben)
- Verwundete: 49 Jäger

### Sprengkommando Polangen
Am 2. August 1917 wurden 80 Jäger des Königlich-Preußischen Jäger-Bataillons Nr. 27 in den kleinen Ort Polangen verlegt, geführt von Leutnant Mellis. Hier erhielten die abkommandierten Männer Spezialausbildungen in Kampf und Taktik hinter feindlichen Linien sowie in Sprengtechniken und Nachrichtentechnik. Unter Führung zweier Gardepioniere durchliefen die Jäger einen intensiven Pionierkurs, in dem auch der Umgang mit Sprengmitteln gelehrt wurde. Die in Polangen ausgebildeten Jäger erlangten ihre Einsatzfähigkeit mit dem Abschluss der Ausbildung am 20. Oktober.
Dem Kommando wurde auch der Zugführer Juho Heiskanen zugeteilt, der bereits über Einsatzerfahrung verfügte. Heiskanen war bereits im Juni 1916 an der Durchführung eines Sonderkommandos in Nordfinnland beteiligt. Das Kommando zerstörte am 7. Juni bei Kilpisjärvi eine für Russland bestimmte Munitionslieferung.

#### Einsätze

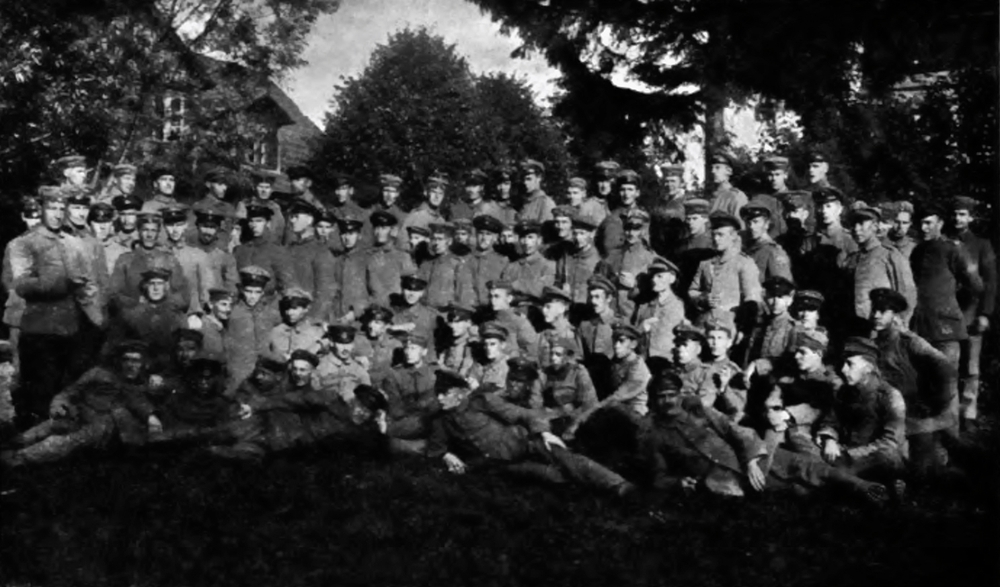
Gruppenbild August 1917

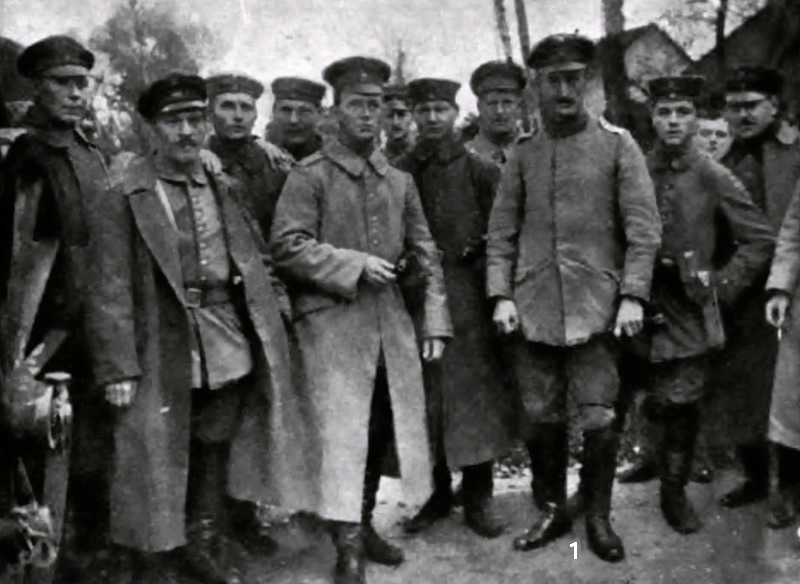
Leutnant Mellis (1.) und der erste Kommandotrupp

Acht Jäger wurden am 30. Oktober auf der Insel Västerö – nördlich Vaasa – abgesetzt. Sie waren mit dem von Oberleutnant zur See Gustav Pezold befehligten Schiff SMH Equity dorthin gelangt, das am 27. Oktober 1917 vom Danziger Hafen Neufahrwasser ausgehend seine Fahrt begann. Die an Bord befindliche Waffenlieferung: 6500 Gewehre, zwei Millionen Schuss Munition, 200 Pistolen, 4500 Handgranaten, 30 Maschinengewehre mit 800.000 Schuss Munition, 8 Motorräder und große Mengen an Sprengmaterial. Diese umfangreiche Waffenlieferung war für die weißen Schutzkorps in Süd-Ostbotnien und die mit Sonderaufgaben betrauten Jäger bestimmt.
Die am 30. Oktober abgesetzten Jäger wurden zudem mit der Ausbildung der Schutzkorps-Angehörigen betraut. Dafür war eigens eine Ausbildungsvorschrift für die Freikorps erarbeitet worden.
Der zweite Einsatz, der an die Küste von Südfinnland führen sollte, war weitaus gefährlicher. Die mit dem Einsatz betrauten Jäger gingen am 12. November in Danzig an Bord des U-Bootes UC 57. Trotz einiger Probleme erreichte das U-Boot am 18. November sein Zielgebiet, sechs Seemeilen östlich von Hangö bei der Insel Hamnskär. Nach der Kontaktaufnahme per Lichtsignal näherte sich ein Kutter, der die acht Jäger mit ihrer Spezialausrüstung an Bord nahm. Einer der Aufträge des Sonderkommandos umfasste den Aufbau einer Funkstation an der Küste, welche nachfolgend von Hilfsgruppenführer Ekberg und Jäger Tenhunen betrieben wurde. Die restlichen Jäger hatten einen Sabotageauftrag, der die Sprengung der Eisenbahnlinie St. Petersburg–Helsinki beinhaltete. So sollte eine der wichtigsten Nachschubwege der Russen unterbrochen werden.
Das U-Boot UC 57 und seine Mannschaft verschwanden nach diesem Einsatz spurlos. Es wurde vermutlich durch eine russische Seemine im westlichen Finnischen Meerbusen zerstört.
Beim dritten Einsatz – am 3. Dezember 1917 – sollten 22 Jäger zur Durchführung ihrer Sonderaufträge nach Finnland verbracht werden. Erneut wurde das Frachtschiff Equity eingesetzt. Diesmal beladen mit 10.000 Gewehren, 50 Maschinengewehren, Munition und Funkstationen. Auch dieser Transport gelangte in das vorgesehene Einsatzgebiet, konnte aber seine Ladung wegen der schlechten Wetterlage und wegen Kommunikationsproblemen nicht anlanden. Die Jäger wurden schließlich auf der Insel Reveli abgesetzt, mit Proviant für zwanzig Tage. Von Reveli aus sollten sie dann auf das Festland übersetzen.
In den folgenden Wochen kamen weitere kleinere Kommandoeinheiten zum Einsatz. So wurde das Kommando Nordensvan am 20. Dezember 1917 und das Kommando Jacobsson am 10. Januar 1918 nach Finnland geschickt.
Die gleichzeitig erfolgten Waffenlieferungen waren das Ergebnis der Verhandlungen vom Juni 1917, an denen finnische Vertreter und der Leiter der politischen Abteilung im Deutschen Generalstab Geheimrat Ernst von Hülsen teilnahmen. Seitens der Finnen wurde die Lieferung erbeuteter russischer Waffen aus deutschen Beständen erbeten. Mit den Waffen sollte dann ein 100.000 Mann Heer ausgerüstet werden. Im Juli erteilte die Reichsregierung hierzu ihre Zustimmung. Die notwendigen Details zur Lieferung und zum Transport wurden am 30. Juli in Saßnitz auf Rügen erörtert. An der Konferenz nahmen Geheimrat von Hülsen, der deutsche Handelsattaché Steinwachs (Stockholm) und der finnische Vertreter Magister Kai Donner teil.

### Kommando der Arbeitssoldaten
Für das finnische Bataillon wurde im Oktober 1916 ein eigenes Strafinstrumentarium geschaffen. Die Einrichtung eines eigenen Strafkommandos war der besonderen Stellung des Bataillons geschuldet.
Das Kommando der Arbeitssoldaten bei der Ersatzabteilung Feldartillerie-Regiment Nr. 45, Altona-Bahrenfeld hatte seinen Standort in einem Artilleriedepot in Hamburg-Bahrenfeld. Gehorsamsverweigerung, Disziplinwidrigkeit und negative Beeinflussung der Mannschaften innerhalb des Bataillonsverbandes oder der Ausbildungstruppe Lockstedt waren die Gründe, die eine Versetzung in dieses Kommando rechtfertigten. Das Kriegsgericht Mitau überstellte dem neu gegründeten Arbeitskommando 15 Jäger, welche man als „Aufwiegler“ einstufte. Bis August 1917 wurden dem Kommando über 200 Jäger zugeteilt.

### Verbleib

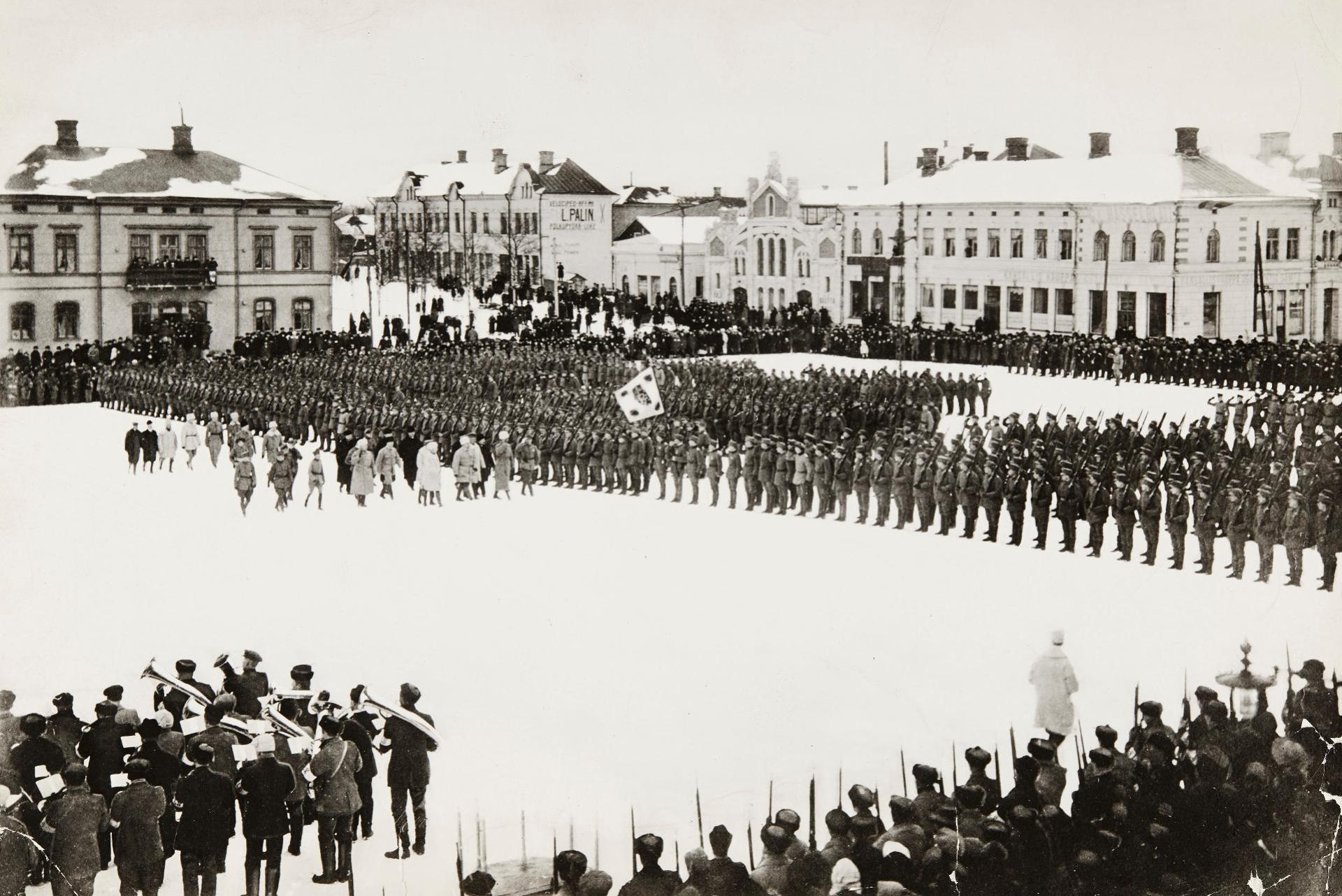
Parade der finnischen Jäger in Vaasa, Februar 1918

Auf Weisung Mannerheims wurde der Bataillonsverband den Verbänden der „Weißen Garde“ zugeteilt, was der Auflösung des Verbandes gleichkam. 200 Jäger wurden umgehend auf verschiedene Schutzkorps aufgeteilt. Dem Großteil der Jäger wurden aber militärische Ausbildungs- und Organisationsaufgaben übertragen. Nachfolgend konnten sechs Jägerregimenter, ein Jägerreiterregiment und ein Jägerartillerieregiment aufgestellt werden. In diesen neuen Verbänden übernahmen die in Deutschland ausgebildeten Jäger Führungspositionen.
Die ehemaligen Lockstedter Jäger kämpften – teils im Zusammenwirken mit den deutschen Interventionstruppen – gegen die kommunistische Rote Garde in den Gefechten von Tampere, Tavastehus, Lahti, Lempäälä, Viipuri, Rautu und auf der Karelischen Landenge.
Bemerkenswert ist, dass nicht alle in Deutschland ausgebildeten Jäger auf Seiten der „Weißen Garde“ kämpften. Eine nicht unerhebliche Zahl entschloss sich – aus politischer Überzeugung oder aufgrund der eigenen Herkunft – auf Seiten der Roten Garde zu kämpfen. Mit der Besetzung von Viipuri endete schließlich auch der Bürgerkrieg. In den Monaten des Bürgerkrieges auf finnischem Boden fielen 128 Jäger und 222 Jäger wurden verletzt.
Zahlreiche junge Jägeroffiziere schlossen sich zwischen 1919 und 1922 den Freikorps in Ostkarelien an.
1921 wurde der Jägeroberst Lauri Malmberg zum Oberbefehlshaber der finnischen Schutzkorps ernannt. Er war ein ehemaliger Oberzugführer des Königlich-Preußischen Jäger-Bataillons Nr. 27. Malmberg wurde 1924 Verteidigungsminister und ging später als Generalleutnant in Pension.
Die Jäger des finnischen Freiwilligenbataillons bildeten den Stamm des finnischen Militärs. Im Winterkrieg 1939/40 stellten die im Lockstedter Lager ausgebildeten Offiziere den Großteil der finnischen Kommandeure, darunter Generalmajor Ernst Ruben Lagus. Auch der zeitweilige Oberbefehlshaber der finnischen Streitkräfte Generalleutnant Hugo Österman war ein ehemaliger Bataillonsangehöriger.
Noch heute werden Infanteriesoldaten in Finnland als Jääkäri (=Jäger) bezeichnet.

## Unterstellung und Gliederung
Das Königlich-Preußische Jäger-Bataillon Nr. 27 und die Ausbildungstruppe Lockstedt waren formal getrennte Einheiten und unterschiedlichen Verbänden unterstellt.

### Unterstellung
(Stand nach der Mobilmachung vom 30. Mai 1916)

#### Ausbildungstruppe Lockstedt
- Generalkommando IX. Armee-Korps
  - Ausbildungstruppe Lockstedt (Major Graf v. Schwerin)
  - Berliner Büro

#### Jäger-Bataillon Nr. 27
- 8. Armee
  - Gruppe Mittau
    - 3. (verstärkte) Kavallerie-Brigade
      - Königlich-Preußisches Jäger-Bataillon Nr. 27 (Major Bayer)

### Gliederung und Stellenbesetzung

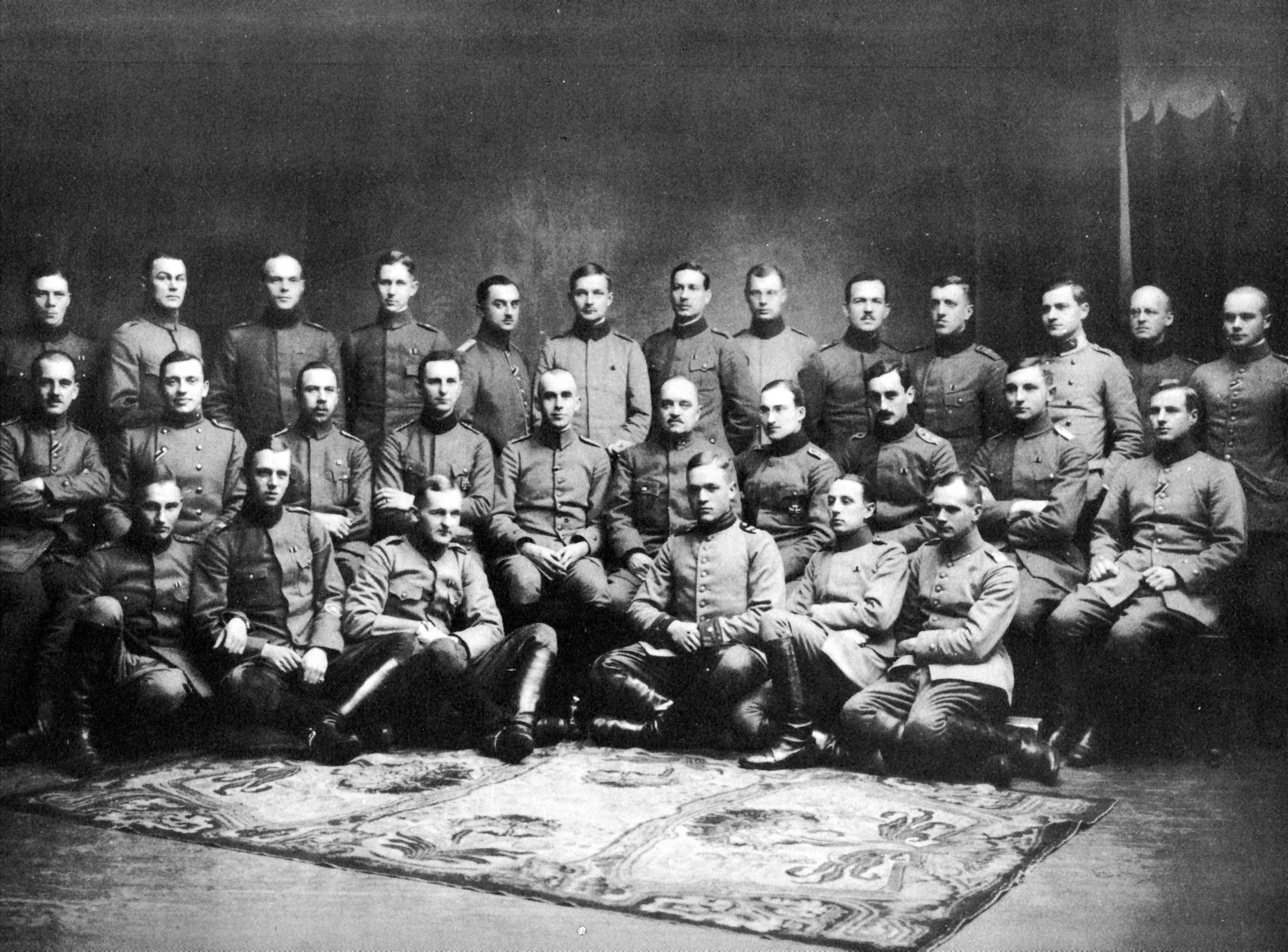
Die deutschen Offiziere und die finnischen Oberzugführer im Jahr 1917 in Libau

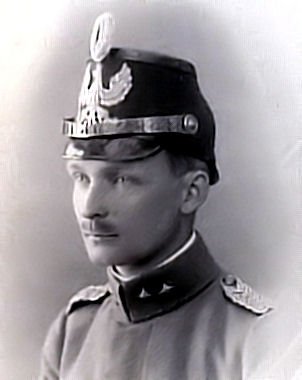
Hauptzugführer Torsten Erik Jernström

#### 25. April 1915
- Pfadfinder-Feldmeister-Kurs
  - 1. Übungskompanie
  - 2. Übungskompanie

#### 28. August 1915
- Ausbildungstruppe Lockstedt
  - 1. Jäger-Kompanie
  - 2. Jäger-Kompanie
  - Maschinengewehr-Kompanie
  - Pionier-Kompanie

#### Mobilmachung vom 30. Mai 1916
- Ausbildungstruppe Lockstedt (immobiler Teil)
  - 1. Jäger-Kompanie
  - 2. (gemischte) Kompanie
    - Pionierzug
    - Feldhaubitzenzug
    - Maschinengewehrzug
- Königlich-Preußisches Jäger-Bataillon Nr. 27 (Major Maximillian Bayer und Hauptzugführer Torsten Jernström)
  - 1. Jäger-Kompanie (Hauptmann Höcker und Oberzugführer Armas Ståhlberg)
  - 2. Jäger-Kompanie (Hauptmann Bade, später Hauptmann Mangold und Oberzugführer Runar Appelberg)
  - 3. Jäger-Kompanie (Hauptmann Ullrich von Coler und Oberzugführer Harald Öhquist)
  - 4. Jäger-Kompanie (Hauptmann Eduard Ausfeld und Oberzugführer Horn)
  - Pionier-Kompanie (Hauptmann Just und Oberzugführer Karl Mandelin)
  - Maschinengewehr-Kompanie (Oberleutnant Stahel und Oberzugführer Gabriel von Bonsdorff)
  - Zug mit leichten Feldhaubitzen (Leutnant Frantzen und Zugführer Torsten Lesch)

#### Gliederung am 13. Februar 1918
- Königlich-Preußisches Jäger-Bataillon Nr. 27[70][71] (Hauptmann Ausfeld und der Hauptzugführer Torsten Jernström)
  - 1. Jäger-Kompanie (Oberzugführer Armas Ståhlberg)
  - 2. Jäger-Kompanie (Oberzugführer Erik Heinrichs)
  - 3. Jäger-Kompanie (Oberzugführer Gadolin)
  - 4. Jäger-Kompanie (Oberzugführer Hugo Östermann)
  - Pionier-Kompanie (Oberzugführer Karl Mandelin)
  - 1. Maschinengewehr-Kompanie (Oberzugführer Gabriel von Bonsdorff)
  - 2. Maschinengewehr-Kompanie (Oberzugführer Karl Oesch)
  - leichte Feldhaubitzenbatterie (Oberzugführer Lauri Malmberg)
  - Reitabteilung (Zugführer Paul Ljundberg)
  - Nachrichtenabteilung (Zugführer Lars Homén)

## Uniformierung

### Ausbildungstruppe Lockstedt
Die Ausbildungsstruppe wurde weisungsgemäß mit der preußischen Jägeruniform ausgestattet. Für die Bereitstellung der Uniform- und Ausrüstungsteile war das stellvertretende Generalkommando des IX. Armee-Korps verantwortlich.
Angehörige der Pionierkompanie hatten als Sonderzeichen ein „P“ am linken Oberarm zu tragen. Die Jäger der MG-Kompanie erhielten hingegen ein „M“ als Sonderzeichen. Den Scharfschützen des Bataillons wurde zudem ein hellgrüner Streifen am linken Unterarm verliehen.
In der Ausbildungstruppe wurden nach der Einführung eigener Dienstgrade auch entsprechende neue Dienstgradabzeichen eingeführt. Der Zugführer erhielt zwei Silberstreifen am unteren Rand der Achselklappe. Die Achselklappen der Gruppenführer erhielten einen Silberstreifen und die der Hilfsgruppenführer einen blauen Streifen.
Am 5. Februar 1916 wurden die Dienstgrade Oberzugführer und Hauptzugführer eingeführt. Die Achselklappen der Oberzugführer erhielten als Dienstgradabzeichen einen breiten Streifen in verschiedener Farbgebung. Hauptzugführer Jernström erhielt Achselklappen mit gekreuzten silbernen Bändern, die später mit der Bataillonsnummer aus Neusilber verziert wurden.

### Königlich-Preußisches Jäger-Bataillon Nr. 27
Im Zuge der Umbenennung zum Königlich-Preußischen Jäger-Bataillon Nr. 27 erhielten die Jäger Achselklappen mit der Bataillonsnummer „27“. Die bereits in der Ausbildungstruppe Lockstedt eingeführten Rangabzeichen wurden beibehalten.

## Bewaffnung und Ausrüstung

### Bewaffnung
In der Bewaffnung ergaben sich grundlegende Unterschiede gegenüber den preußischen Jägerbataillonen. Die Angehörigen der Ausbildungstruppe Lockstedt wurden ausschließlich an russischen Beutewaffen ausgebildet. Zu den verwendeten russischen Waffenmodellen gehörten unter anderem das Mosin-Nagant M/1907 und das Maxim-Maschinengewehr.
Erst nach der Mobilisierung des Königlich-Preußischen Jäger-Bataillon Nr. 27 wurde die Umstellung auf die deutsche Bewaffnung vollzogen. Die Maschinengewehr-Kompanie wurde zu Beginn des Kriegseinsatzes mit sechs Maschinengewehren des Typs 08 ausgerüstet. Dem leichten Feldhaubitzenzug standen bereits zwei 10,5-cm-Feldhaubitzen des Typs 98/09 zur Verfügung.

### Ausrüstung
Im Zuge der Neuformierung zur Ausbildungstruppe Lockstedt wurde weitere Ausrüstung angeschafft. Sämtliche Ausrüstungsgegenstände, die ergänzt werden mussten, stellte das stellvertretende Generalkommando des IX. Armeekorps zur Verfügung. Die Kompanien der Ausbildungstruppe Lockstedt erhielten zudem 20 Fahrräder und die Ausrüstung für vier Infanterietelefonkommandos.

## Fahne und Auszeichnungen

### Bataillonsfahne

Bataillonsfahne von 1918

Dem Bataillon wurde von Gösta Hahl und seiner Frau Hedvig eine Bataillonsfahne gestiftet. Die aufwendig gestaltete Fahne ließ Hahl bei der Firma Rudolph Hertzog anfertigen. Die Fahne wurde aus weiß-blauer Seide gefertigt und zeigt im Zentrum das bekrönte finnische Landeswappen. In den Ecken finden sich gelbe Medaillons, die vom Lorbeerkranz eingefasst werden.
Die offizielle Übergabe der Fahne konnte zunächst wegen der laufenden Mobilmachung nicht stattfinden. Aus diesem Grund wurde sie Ende Mai 1916 dem Bataillonskommandeur Maximilian Bayer persönlich übergeben. Erst vor der Abreise nach Finnland, im Februar 1918, wurde die Fahne in Libau geweiht und den Jägern übergeben.
2015 wurde die Bataillonsfahne anlässlich des 100-jährigen Jubiläums der finnischen Jägerbewegung im Militärmuseum Hämeenlinna ausgestellt.

### Jägerabzeichen
1919 wurde per Erlass vom finnischen Kriegsministerium das Jägerabzeichen (Jääkäriristi) als offizieller Orden bestätigt.
Das Jägerabzeichen stand jedem ehemaligen Angehörigen des Königlich-Preußischen Jäger-Bataillons Nr. 27 zu. Der Orden besteht aus einem Eisernen Kreuz, gefertigt aus mattiertem Silber, mit aufgelegter vergoldeter Bataillonsnummer „27“, welche vom grünen Lorbeerkranz eingefasst wird.

## Kommandeure

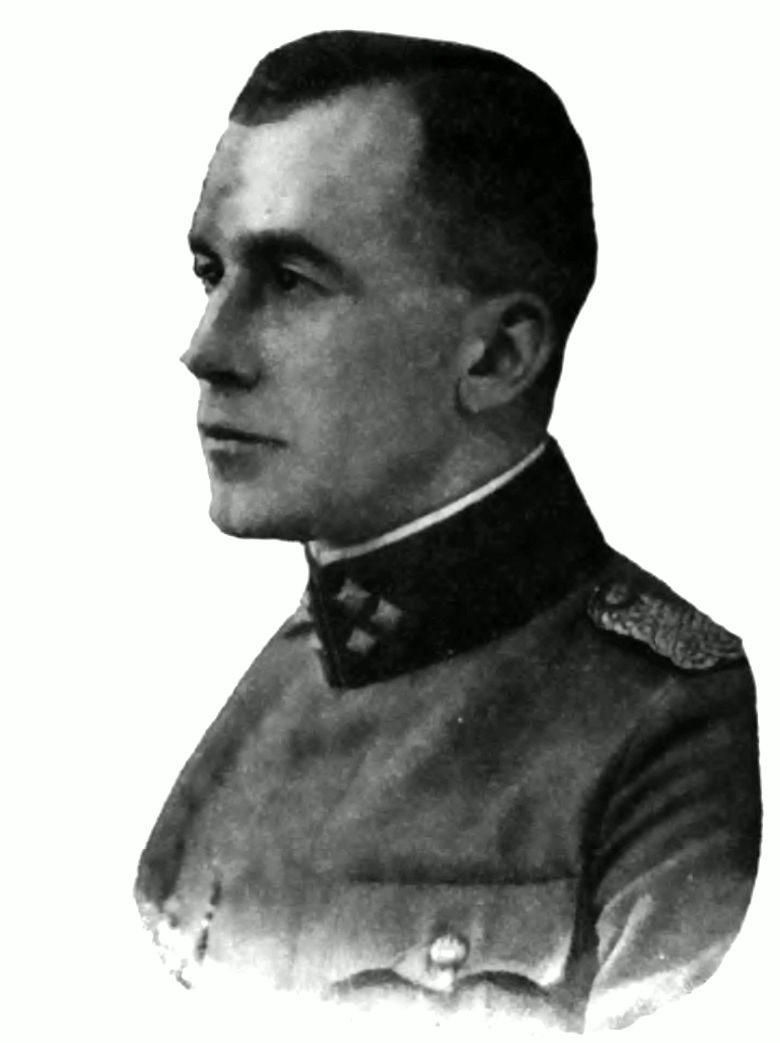
Hauptmann Eduard Ausfeld

### Ausbildungstruppe Lockstedt
| Dienstgrad | Name                    | Datum                                |
| ---------- | ----------------------- | ------------------------------------ |
| Major      | Maximilian Bayer        | 28. August 1915 bis 30. Mai 1916     |
| Major      | Hans Bade               | 01. Juni 1916 bis 15. Juli 1916      |
| Major      | Graf Schwerin-Mildenitz | 15. Juli 1916 bis 31. August 1917    |
| Hauptmann  | Höcker                  | 31. August 1917 bis 13. Februar 1918 |

### Jäger-Bataillon Nr. 27
| Dienstgrad | Name             | Datum                                   |
| ---------- | ---------------- | --------------------------------------- |
| Major      | Maximilian Bayer | 30. Mai 1916 bis 7. Januar 1917         |
| Major      | Julius Knaths    | 07. Januar 1917 bis 29. September 1917  |
| Hauptmann  | Eduard Ausfeld   | 29. September 1917 bis 13. Februar 1918 |

## Tradition und Gedenkkultur

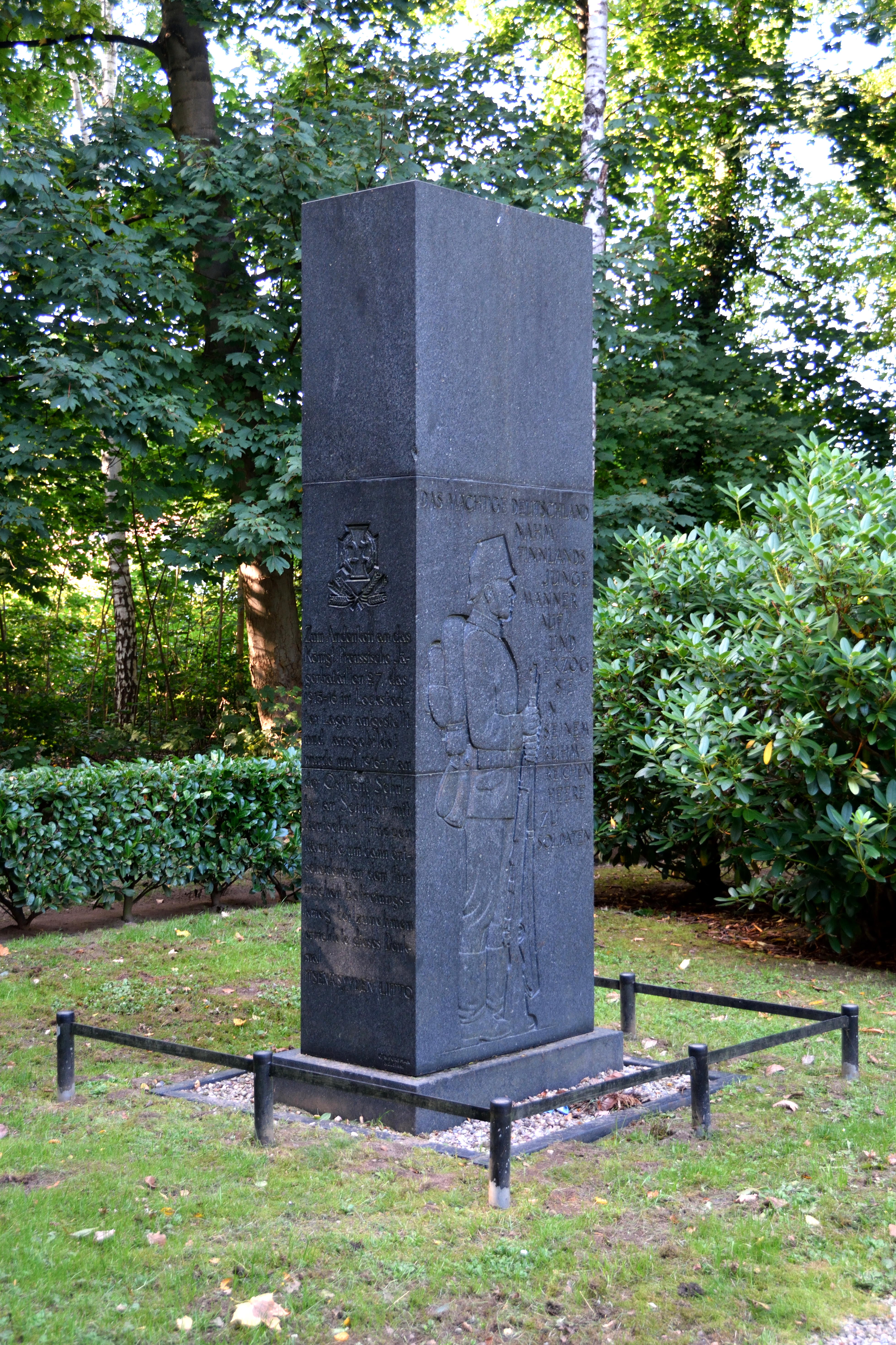
Ehrenmal der Jäger in Hohenlockstedt mit Inschrift

### Traditionsübernahme
Die Tradition des Königlich-Preußischen Jäger-Bataillons Nr. 27 ging am 1. April 1938 auf das in Greifswald garnisonierte III. (Jäger-)Bataillon des Infanterieregiments 92 der Wehrmacht über. Anlässlich der Traditionsübernahme wurde dem Kommandeur der finnischen Streitkräfte Generalleutnant Hugo Österman von Generaloberst Walther von Brauchitsch ein Faksimiledruck des Kriegstagebuchs überreicht.
Das Finnische Freiwilligen-Bataillon der Waffen-SS, im Verband der SS-Division „Wiking“, stand nicht in der Tradition des Königlich-Preußischen Jäger-Bataillons Nr. 27. Eine Traditionsübernahme wurde nicht vollzogen. Jedoch zeigte die vom finnischen Militärattaché im Oktober 1941 übergebene Bataillonsfahne auch die Symbolik der finnischen Jäger. Ein späterer Vorschlag des Generals der Waffen-SS Felix Steiner, den Traditionsnamen „27. Jäger“ zuzulassen, sollte nicht weiterverfolgt werden. In diesem Zusammenhang unterbreitete der finnische SS-Obersturmbannführer Kalervo Kurkiala einige Namensvorschläge, darunter die Bezeichnungen „Kradschützenregiment Finnische Jäger“ und „Panzergrenadierregiment 27 Finnische Jäger“.

### Gedenken heute
Die deutsch-finnische Tradition wird auch heute noch gepflegt. So findet in Hohenlockstedt jährlich eine Gedenkveranstaltung statt. Die Veranstaltung wird von einer Vielzahl finnischer Militärangehöriger und Diplomaten besucht. Eine Abordnung des finnischen Militärs nimmt zudem jährlich am Tag der Infanterie in Hammelburg teil.

### Denkmale

#### Gedenkstein Hohenlockstedt
Im Ehrenhain in Hohenlockstedt, auf dem ehemaligen Truppen-Übungsplatz des IX. Armee-Korps Lockstedter Lager, wurde ein Gedenkstein zu Ehren der Finnischen Jäger errichtet. Neben dem Bildnis eines preußischen Jägers in Felduniform, trägt der Gedenkstein eine zeitgenössische Inschrift. Das am 31. Mai 1939 eingeweihte Denkmal wurde vom Bildhauer Lauri Leppänen (1895–1977) geschaffen.

#### Denkmal bei Smārde
Im Dorf Smārde (Schmarden), westlich von Riga gelegen, erinnert ein vier Meter hoher und fünf Tonnen schwerer Gedenkstein an den ersten Kampfeinsatz der finnischen Jäger. Das Denkmal wurde im Juli 2016 in Anwesenheit des finnischen Botschafters in Lettland und des finnischen Verteidigungsministers eingeweiht.

### Johannisfriedhof Osnabrück
Auf dem Osnabrücker Johannisfriedhof liegen zwölf finnische Jäger begraben, die 1918 bei einem Eisenbahnunglück ums Leben kamen und zu ihrem 100. Todestag durch eine hochrangige Delegation neun ehemaliger Generäle und Offiziere der finnischen Jägerstiftung eine besondere Ehrung erhielten.

### Soldatengräber Ohlsdorf
Auf dem Friedhof Ohlsdorf in Hamburg befinden sich fünf bekannte Grabstellen, in denen Angehörige des finnischen Jägerbataillons bestattet wurden. Die dort bestatteten Jäger wurden nicht unter ihrem finnischen Namen begraben, sondern unter ihrem „eingedeutschten“ Tarnnamen, den sie bei Ausbildungsbeginn erhielten. Die Gräber sind nördlich der Ida-Ehre-Allee (früher Kriegerehrenallee) zu finden, auf dem Grabfeld für deutsche Soldaten des Ersten Weltkrieges.

## Finnischer Jägermarsch
Jean Sibelius komponierte zu den nationalistischen Versen des Jägers Heikki Nurmio (1887–1947) den Jägermarsch (Jääkärimarssi), der im finnischen Militär lange sehr populär war. Heute wird der Jägermarsch unter anderem beim offiziellen Empfang des finnischen Präsidenten zum Unabhängigkeitstag als erstes Musikstück gespielt.

### Lied der finnischen Jäger
(Deutsche Übersetzung von Otto Manninen (1872–1950))
Unser Hieb ist hart, unser Hass ist kalt,

wir rächen vergangne Geschlechter.

Haut zu – das ist Glück! Wagt alles – und bald

steht Sieg vor Finnland als Wächter.

Habt acht wenn der Ruf durch die Gaue fliegt,

unser Kriegsruf von Dichtern verkündet –

dann schart euch zu Hauf und kämpft, bis ihr siegt

und die Freiheitsfackel entzündet.

Als die Hoffnung aus unserm Volk verschwand,

da folgten dem Sterne wir Jäger

und wurden in Nacht dem heiligen Brand

der Zukunft Schürer und Pfleger.

Dem herrlichen Ziel gilt unser Mühn,

das stolze Werk wird uns glücken.

Wir dichten ein Abenteuer, das kühn

der Zeiten Buch möge schmücken.

Unsre flatternde Fahne ist herzblutrot,

seht den Löwen wie Sonne glänzen!

Wir heben dich, Finnland, aus Nacht und Tod

mit sichern und weiteren Grenzen.

Wenn Nordlicht flammt, und im Todesschrei

der Henker sinket zur Erden,

da strahlt dein Tag, da wirst du frei

im freien Norden einst werden.

## Sonstiges

### Museen
Im Museum am Wasserturm Hohenlockstedt gibt es eine Dauerausstellung zur Geschichte der Finnischen Jägerbewegung.